# Gustav Kautz
Gustav Kautz (* 20. August 1826 in Rhaunen; † 1. Dezember 1897 in Moers) war ein deutscher Jurist in der Kommunalverwaltung.

## Leben
Nach dem Besuch des Gymnasiums in Emmerich studierte Gustav Kautz an der Rheinischen Friedrich-Wilhelms-Universität Bonn Rechtswissenschaften. 1849 wurde er Mitglied des Corps Rhenania Bonn. Nach Abschluss des Studiums wurde er Landgerichtsreferendar. 1862 wurde er Bürgermeister von Rheinböllen. 1864 wurde Kautz zum Bürgermeister der Stadt Moers berufen. Das Amt hatte er bis zu seinem Tod 1897 inne.
Kautzs besonderes Verdienst war die verkehrstechnische Anbindung der Stadt Moers an die Industriemetropole Duisburg, die über die von der Märkischen Eisenbahngesellschaft 1883 in Betrieb genommene Bahnstrecke nach Homberg und das Trajekt Ruhrort–Homberg erfolgte. In seine Amtszeit fielen weiterhin die Errichtung einer gasbetriebene Straßenbeleuchtung im Jahre 1873, die Inbetriebnahme der Bahnstrecke nach Krefeld durch die Rheinische Eisenbahn-Gesellschaft 1882, die Gründung des Lehrerseminars sowie 1894 die Übernahme der Gasanstalt von der Rheinischen Energie AG durch die Stadt Moers. Der Bau der ersten katholische Kirche in Moers nach der Reformation erfolgte ebenso während seiner Bürgermeisterschaft wie auch die Überführung des Gymnasiums Adolfinum in staatliche Trägerschaft.

## Auszeichnungen
Kautz war Träger eines preußischen Friedensordens. Nach ihm wurde in Moers die Kautzstraße benannt.